# Louis Thiry
Louis Thiry   (Fléville-devant-Nancy, 15 de febrer de 1935 - Mont-Saint-Aignan, 27 de juny de 2019) fou un organista, compositor i pedagog francès cec.

El compositor francès Olivier Messiaen va escriure sobre ell: 
| « | Louis Thiry és un organista extraordinari. Un músic virtuós, amb una gran memòria i habilitat inigualable: es pot classificar entre els herois de la música (ha donat diverses actuacions excel·lents de les meves obres més difícils d'òrgans, en particular el meu "Messe de la Pentecôte"). Tots aquells que ho hagin escoltat i tots els que escolten a Louis Thiry poden admirar-lo. | » |

Ha participat en nombrosos festivals d'arreu del món, com Lille Besançon, Festival estival de París, Haarlem, el Festival Messiaen a Moscou, Venècia, Palerm, Madrid, Viena, Ginebra, Düsseldorf, Colònia, Karlsruhe, Luxemburg, Brussel·les i Anvers. Londres, Hèlsinki, Copenhaguen, Salzburg, Oslo, Cambridge, Noumea (Nouvelle Calédonie), Taipei (República Popular de la Xina).

## Biografia
Louis Thiry va obtenir un primer premi d'orgue a la classe d'orgue de Jeanne Demessieux al Conservatori de Nancy el 1952 i va perfeccionar les seves habilitats a l'Institut Nacional per a Joves Cecs de París amb André Marchal, l'ensenyament del qual va apreciar especialment. Entre 1956 i 1958, va ser deixeble de Rolande Falcinelli i va obtenir un primer premi d'orgue i improvisació del Conservatori Nacional de Música de París.
Va començar la seva carrera com a organista als teclats de l'orgue de l'església de Baccarat el 1958 abans de convertir-se en organista titular de l'orgue de l'església de Sant Martí de Metz de 1961 a 1972.
A Metz, comença a donar classes d'orgue. Entre els seus alumnes de Metz hi ha l'escriptor i dramaturg Bernard-Marie Koltès així com l'organista Norbert Pétry (professor d'orgue al conservatori regional de Metz).
A Rouen, Louis Thiry és organista titular dels històrics orgues Lefebvre (segle XVII) a la capella de l'hospital Charles-Nicolle i professor al conservatori de Rouen (1971-2000). Entre els seus antics alumnes del Conservatori de Rouen podem citar: Alain Mabit, Vincent Bénard, Nicolas Pien, Dominique Cointrel, Jean-Luc Étienne, Vincent Evrard, Vincent Fouré, Vincent Erhart, Claire Labat-Lecaulle, Benjamin Alard, Céline Frisch o Jérôme Alexandre... Un d'ells, François Ménissier, el va succeir l'any 2000 al CNR de Rouen.
Forma part de l'Acadèmia d'Orgue de Saint-Dié. És especialment reconegut per les seves interpretacions de les obres d'Olivier Messiaen i Johann Sebastian Bach, dels quals va gravar L'art de la fuga i El clavecí ben temprat.
Louis Thiry va donar nombrosos concerts i enregistraments arreu del món, explorant tots els estils musicals, des de compositors de l'Edat Mitjana fins als actuals. Els amants de la música del segle xx van apreciar especialment les seves interpretacions d'Olivier Messiaen, Jean-Pierre Leguay, Pierre Vidal i Alain Mabit, les Cançons de la nit del qual va crear.
El seu gran interès per la música actual mai no ha impedit que Louis Thiry es concentrés amb la mateixa passió en la música antiga. L'últim enregistrament que va fer està dedicat a Guillaume de Machaut, Guillaume Dufay i Josquin des Prés.
En la música barroca, Louis Thiry ha donat nombrosos concerts amb músics com els cantants Henri Ledroit, Dominique Visse, Dominique Vellard o el violinista Patrick Bismuth amb qui actua habitualment en concert.
James Thomas, director de la "Cambridge Choral Society" i director de música de "St Edmundsbury Cathedral", és un dels seus antics estudiants.
Louis Thiry ha gravat les obres completes de l'orgue d'Olivier Messiaen el 1972 a la catedral de "St. Pierre"" a Ginebra per a Calliope (segell discogràfic) (Gran Premi del disc de l'Académie Charles Cros), El clavecí ben temprat (1972 a l'"Eglise Réformée" d'Auteuil, 1975, i L'art de la fuga de Bach (1993) a l'església de "Saint Thomas" d'Estrasburg.
És organista titular del famós òrgan de Lefebvre a la capella de l'Hospital "Charles Nicole" de Rouen, així com professor d'òrgan al Conservatori Regional de Rouen.
Va morir el dia 27 de juny de 2019 a l'edat de 84 anys.

## Distincions
- Louis Thiry és membre de l'Académie de Rouen
- Guardonat com a "Cavaller de l'Ordre nacional del Mèrit.

## Discografia
Intèrpret
- Olivier Messiaen, La Nativité du Seigneur, Le Banquet Céleste, Apparition de l'église éternelle, Calliope, 1972, amb l'orgue Metzler de la Catedral de Ginebra.
- Olivier Messiaen, Messe de la Pentecôte, Livre d'orgue - idem.
- Olivier Messiaen, L'Ascension, Les Corps glorieux - idem.

Aquests tres discos, considerats "un dels majors assoliments de la història de la gravació" (Paul Meunier - Télérama), va guanyar el gran premi pel disc de l'Académie Charles-Cros 1973, i a Diapason d'or: "La nova versió de Louis Thiry (que el mateix Olivier Messiaen va escollir) s'imposa per la ciència dels registres, el virtuosisme digital i la intel·ligència del fraseig... Integrant d'un valor excepcional." (Carl de Nys - Diapason)  Arxivat 2009-10-18 a Wayback Machine.
- Jan Pieterszoon Sweelinck, Fantaisies et Variations, amb l'orgue Kern de l'Église Notre-Dame-des-Blancs-Manteaux, Arion 1972
- Johann Sebastian Bach, El clavecí ben temprat, orgue Kœnig del temple protestant d'Auteuil, Arion 1972, 1975 (4 CD)
- Johann Sebastian Bach, L'art de la fuga, Studio SM «Collection Vox humana» 1993 amb l'orgue Johann Andreas Silbermann de l'église Saint-Thomas de Strasbourg.
- Johann Sebastian Bach, Prélude et fugue en mi mineur BWV 548, ame l'orgue du Temple protestant Saint-Éloi de Rouen, coédició «Octobre en Normandie»/Imprimerie Lecerf 1997
- François Couperin: Messes (extraits), Nicolas de Grigny: Messe (extraits), amb l'orgue de la Cathédrale Saint-Théodorit d'Uzès, Arion 1974.
- Chant grégorien et orgue: Frescobaldi: Kyrie "Orbis factor", Nicolas de Grigny: Pange lingua, Titelouze: Urbs Jerusalem, Magnificat, Cabezon: Ave maris stella, Sweelinck: Christe qui splendor et dies, amb el Cor de Monjos de l'Abadia de Saint-Wandrille enregistrat à l'Abadia de Saint-Wandrille, Studio SM 1985
- Guillaume-Gabriel Nivers, Œuvres vocales et instrumentales, avec Henri Ledroit i Michelle Ledroit, Solstice, 1985 amb l'orgue fet pel constructor d'òrgans Louis-Alexandre Clicquot en 1739 à l'église Saint-Jacques Saint-Christophe de Houdan.
- Un tour d'Europe à partir de Rouen: Titelouze: Urbs Jerusalem, Correa de Arauxo: 2 Tientos 4° et 9° ton, Frescobaldi: Canzon dopo l'epistole, Ricercar dopo il credo, Toccata per l'Elevazione, enregistré à l'orgue de l'Abbaye Saint-Georges de Boscherville, Disque Ensemble, 1994
- Olivier Messiaen: Apparition de l'Église Éternelle, Livre d'orgue, Versets pour la fête de la dédicace, als grans orgues de l'église de la Trinité de París, concert gravat com a part de Festival Messiaen 1995, Disques Jade, 1995
- Guillaume de Machaut, Guillaume Dufay, Josquin des Prés: Ma fin est mon commencement, Éditions Hortus 2004, interpretació i transcripcions per Louis Thiry amb l'orgue històric Lefebvre de la Chapelle du Centre Hospitalier Universitaire Charles Nicolle de Rouen. Choc de la Musique. 5 Diapasons.
- Francisco Correa de Arauxo, Tientos, amb el violinista Patrick Bismuth, Paraty 2011

Compositor
- Le jour Louange des heures: música i paraules de Pierre Emmanuel per al cor de monges de l'Abbaye Sainte-Marie de Maumont. Éditions Abbaye de Maumont  Arxivat 2008-05-09 a Wayback Machine..